# Косово (вілаєт)
Ко́совський вілає́т (осман. ولايت قوصوه) — вілаєт Османської імперії, що розташовувався в центральній частині Балканського півострова. Утворений 1877 року замість Призренського вілаєту (на території сучасних Сербії, Чорногорії, Македонії та Косова). Припинив існування у 1913 році після Першої Балканської війни.

## Історія
У 1877 році внаслідок реформування вілаєту Призрен утворено Косовський вілаєт. Адміністративний центр перенесли до міста Ускюп. Невдовзі став базою для війни з Князівством Сербія та Російською імперією у 1877—1878 роках. У Косові знайшли прихисток до 70 тис. мусульман, що втекли з Дунайського вілаєту. У 1878 році вибухнуло потужне сербське повстання в Куманово, що охопило північні санджаки вілаєту. Проте османським військам вдалося його придушити.
Після поразки в російсько-турецькій війні 1877—1878 років разом з Боснійським вілаєтом Косово перетворилося на прикордонну провінцію. Найбільшу загрозу становили війська Сербії. Тому в містах вілаєту розташовувалися значні залоги. Також зведено потужні оборонні споруди на межі Косовського вілаєту.
З 1878 по 1909 рік Єніпазарський санджак окупувала Австро-Угорщина. У 1878 році в місті Призрені сформовано лігу, чим започатковано становлення албанського національного руху за незалежність. Втім османський уряд вбачав більшу загрозу з боку сербів. Тому всіляко підтримував албанців. У 1894 році в Ускюпі створено революційний округ Болгаро-македонського революційного комітету, спрямованого на визволення від османського панування та утворення Великої Болгарії.
У 1901 році албанці за потурання державних установ та поліції влаштували масові вбивства сербів на півночі вілаєту та в Приштині. У 1903 році частину вілаєту охопило Ілінденське повстання, яке тривало з серпня по жовтень. Проте до 1911 року відбувалися невеличкі повстання, очолювані болгарськими революціонерами та сербськими четніками.
Втім, посилення албанського впливу зрештою призвело до бажання албанських очільників створити власну автономію. У 1910 році вони підняли повстання, що охопило також Янінський вілаєт. Зрештою погодили утворити Албанський вілаєт з частин Янінського та Косовського вілаєтів. Цьому завадило початок війни проти османської імперії з боку Сербії, Болгарії, Греції та Чорногорії (Перша Балканська війна).
Косовський вілаєт став місцем значних битв під час Першої балканської війни 1912—1913 років, насамперед битви біля Куманово 23—24 жовтня 1912 року, де сербські війська завдали поразки Західній армії на чолі із Зекі-пашею. Невдовзі після цього війська Сербії та Чорногорії окупували вілаєт, а потім за рішенням Лондонського договору розділили його між собою. Остаточно Османська імперія визнала це угодою із Сербією 14 березня 1914 року.

## Структура
У 1877—1880 роках вілаєт складався з 5 санджаків, у 1880 і 1902 роках додано ще два санджаки замість Новопазарського:
- Ускюпський санджак мав 8 кази: Ускюп, Штип, Кратово, Пехчево, Радовиш, Куманово, Крива Паланка, Качанік.
- Приштинський санджак — 4 кази (1877—1902 роки): Приштина, Вучітрн, Прешево, Г'їлані; 6 кази (1902—1913 роки): Приштина, Вучітрн, Прешево, Г'їлані, Митровиця, Єні-Пазар
- Іпекський санджак — 3 кази (1877—1902 роки): Іпек, Якова, Гусіньє; 5 кази (1902—1913 роки): Іпек, Якова, Гусіньє, Беране, Рожає.
- Призренський санджак — 3 кази: Призрен, Калканделен, Гостивар.
- Єніпазарський санджак (відомий як Новопазарський) — 10 кази: Єні-Пазар, Беране, Рожає, Сеніче, Нова Варош, Бієло-Полє, Донья Колашин, Ташліджа, Прієполе, Прібой. Ліквідовано у 1902 році.
- санджак Ташліджа (утворено 1880 року) — 3 кази: Ташліджа, Прієполе, Прібой.
- санджак Сеніче (утворено 1902 року) — 4 кази: Сеніче, Нова Варош, Бієло-Полє, Донья Колашин.

Найбільш населеними були міста Ускюп та Призрен, що мали 35 та 30 тис. мешканців відповідно.

### Валі
- Ібрагім Едхем Паша (1877—1878)
- Хафіз Мехмед Паша (1894—1899)
- Решид-бей Паша (1900—1902)
- Абеддін Паша (1902—1903)
- Шакір Паша Нуман (1903—1904)
- Махмуд Шевкет-паша (1905—1907)
- Хаді Паша (1908)
- Мазхар-бей Паша (1909—1910)
- Халіл-бей Паша (1911)
- Галіб Паша (1912)

## Населення
Основними громадами на початку утворення вілаєту були албанська, сербська, болгарська. До 1900 року їх чисельність була приблизно рівною. Втім, політика центрального уряду, спрямована на підтримку косовських албанців, що переважно були мусульманами, призвела до того, що у 1906 році відповідно до спостережень британських дослідників албанці в вілаєті становили 2/3 усього населення.
У 1912 році в Косовському вілаєті мешкало близько 830 тис. осіб, з яких 418 тис. були албанцями, 250 тис. — болгарами, 113 тис. — сербами, 14 тис. — помаками, 9 тис. — турками. Зафіксовано невеличкі громади греків, волохів, циган. Після 1913 року значна частина мусульман переселена до вілаєтів у Малій Азії. Кількість сербів значно збільшилася.